# Zwei schräge Vögel
Zwei schräge Vögel ist eine Filmsatire der DEFA von Erwin Stranka aus dem Jahr 1989. Der Film wurde von 1988 bis Anfang 1989 gedreht. Es war einer der letzten DEFA-Filme, die vor der Maueröffnung am 9. November 1989 in die Kinos der DDR kamen.

## Handlung
Die Informatikstudenten Peter „Kamminke“ Galetzky und Frank Lettau haben gemeinsam als Diplomarbeit an der Hieronymus-Lotter-Universität Leipzig ein neuartiges Debuggingsystem entwickelt („einheitliches System der Fehlersuche und Fehlerkorrektur für Software“). Privat sind sie nicht nur in dieselbe Frau, die Sängerin Gina, verliebt, sondern auch engste Freunde. Die Aussicht, nach dem Studium durch die Absolventenvermittlung getrennt zu werden, provoziert sie zu einer unüberlegten Konfrontation mit der Universitätsleitung. Ihr System soll an der computerbasierten Raumverteilung der Universität getestet werden. Wegen der illusorischen Auslastungs-Vorgaben des verantwortlichen Sachbearbeiters enthält der errechnete Raumbelegungsplan zahlreiche Überlappungen und Mehrfachbelegungen. Für das dadurch verursachte Durcheinander im Universitätsablauf macht der inkompetente Sachbearbeiter die zwei Studenten verantwortlich, die daraufhin, da sie zusammenbleiben wollen, in die tiefste Provinz zum VEB Stirnräder in den kleinen entlegenen Ort Finsterberg-Dodeleben in Thüringen abgeschoben werden, um handwerklich in der Produktion zu arbeiten.
In Finsterberg-Dodeleben lernen sie nicht nur die schöne Sachbearbeiterin Petra kennen, in die sich beide verlieben, sondern auch die ineffizienten Produktionsvorgänge in der Planwirtschaft. Zwar besitzt der Betrieb eine fabrikneue CNC-Maschine, doch stockt die Entwicklung der dazugehörenden Software. So droht die Produktionsanlage zu einer millionenschweren Investitionsruine für den Betrieb zu werden. Kamminke und Frank erfahren davon, doch haben sie striktes Computerverbot angesichts des angeblich von ihnen angerichteten Chaos in der Universität.
In der Silvesternacht dringen sie mit Petras Hilfe heimlich in die Räume ein, kopieren die bestehende Software und optimieren sie mithilfe ihres Debuggers, wobei sie trickreich vorgehen müssen, um nicht vom übereifrigen Betriebsschutz erwischt zu werden. Ohne Wissen der Betriebsleitung bekommen sie die Maschine termingerecht zum Laufen, doch als sie den Erfolg feiern, entdeckt der Betriebsschutz die vermeintliche Orgie und nimmt die einzige Sicherheitskopie der Software auf einer 5,25″-Diskette mit, die für eine neuartige Schallplatte gehalten wird. Noch während der Generaldirektor des Kombinats, Dr. Bauer, auf einer Betriebsversammlung im Januar die Belegschaft wegen der Nichterfüllung des Plans für die Softwareentwicklung zur Rede stellt, entdeckt der zuständige Abteilungsleiter die Diskette mit der funktionstüchtigen Software. Da man die drei aber nicht unter den Augen der extra angereisten Vorgesetzten aus Berlin für ihr ‚erfolgreiches Versagen‘ bestrafen kann, macht man aus ihnen einfach ein Jugendforscherkollektiv. Die Vorstellung der funktionierenden Anlage auf der Leipziger Messe schließt den absurden Reigen ab, wo ein japanischer Computerexperte eigens angereist ist, um die Autoren des Debuggers kennen zu lernen.

## Produktion
Zwei schräge Vögel wurde von September 1988 bis Januar 1989 in Großbreitenbach (DDR-Bezirk Suhl) und in Leipzig, unter anderem in der Moritzbastei, gedreht. Der Film erlebte am 12. September 1989 im Cottbuser Kino Kammerlichtspiele seine Premiere und kam am 22. September 1989 in die Kinos der DDR. Im Oktober 2005 wurde er von Icestorm auf DVD veröffentlicht. Ursprünglich erst ab 12 Jahren freigegeben, gab die SPIO die 94 Minuten dauernde DVD-Version 2005 ohne Altersbegrenzung frei.
Im Film sind, bis auf die erfundene CNC-Maschine, mehrere echte Computersysteme aus DDR-Produktion zu sehen: Im Institut der Universität Leipzig steht ein 16-Bit-Kleinrechner robotron K 1630. Als Terminal fungiert ein 16-Bit-Arbeitsplatzcomputer robotron A 7100. Die Programmiersprache, die gezeigt wird, ist BASIC. Im Hintergrund steht ein Paralleldrucker Videoton VT27090. In der Rechenstation des VEB Stirnräder Finsterberg-Dodeleben stehen ebenfalls ein robotron K 1630 und ein A 7100. Das CAD-System ist vermutlich das CAD-Programm GEDIT/M16, welches an der Technischen Hochschule Leipzig (THL) entwickelt wurde. Das zu Beginn und am Ende von der Band vorgetragene Musikstück enthält deutliche und persiflierende Anspielungen auf das Lied Über sieben Brücken mußt du gehn der DDR-Band Karat.

## Rezeption
Da der Film zahlreiche Insiderwitze über Missstände und Rituale aus Arbeitsleben und Politik enthält, wurde er sehr schnell zu einem Kultfilm in Ostdeutschland.
Der Film zeigt kabarettistisch-satirisch überspitzt die Probleme des Alltags- und Berufslebens in der DDR, wie sie bis dahin zum Teil noch nie in einem DEFA-Film gezeigt wurden. Dinge wie Mietschulden oder die Existenz einer Parallelwährung (Forumscheck) waren in der DDR
Tabuthemen. Auch wenn die Grundhaltung des Filmes letztlich versöhnlich ist, werden die Absurditäten des DDR-Alltags pointiert entlarvt, ohne aber echte Lösungen zu zeigen.

### Zitate
- Der Sozialismus braucht jeden, aber keiner weiß wo.
- In der Spitze sind wir halt nur Durchschnitt, aber im Durchschnitt sind wir absolute Spitze.
- Trotz größter Anstrengungen ist es der Betriebsleitung nicht gelungen, die drei jungen Kollegen von der Arbeit abzuhalten.
- Wir haben versagt, aber erfolgreich. Wir haben alle – erfolgreich – versagt.

In dem als DVD-Bonusmaterial veröffentlichten Interview mit den Hauptdarstellern erwähnen diese die absurde Situation, dass während der gefeierten Uraufführung des im Grunde systemkritischen Films in Leipzig gleichzeitig vor der Tür des Filmtheaters die gewaltsam von der Staatsmacht beendeten Demonstrationen gegen die DDR stattfanden.

### Kritik
Die Kritik der DDR lobte den Film als gelungene Komödie. Rezensent Henryk Goldberg sah den Film im vollen Kino, „Lacher die Menge, Szenenapplaus, Beifall am Ende – produziert vom VEB DEFA-Studio für Spielfilme. Deswegen laß ich den ganzen ästhetischen Schnokus, der mir sonst so lieb und teuer ist, stecken und gratuliere dem Regisseur Erwin Stranka und dem Autor Diethardt Schneider“.
Der film-dienst nannte Zwei schräge Vögel eine „unterhaltsame satirische Komödie mit realistischem Hintergrund, aber zu optimistischen Lösungen, die den Film letztlich als affirmative Zweckpropaganda entlarven.“